# Turó d'en Quirze
El Turó d'en Quirze és una muntanya de 230 metres que es troba al municipi de Molins de Rei, a la comarca del Baix Llobregat. L'envolten des de nord i sud i direcció oest els torrents de Santa Creu i de Can Tintorer respectivament, a uns 300 metres al sud hi trobem la masia de can Tintorer, i a uns 450 metres al nord-oest el poble de Sant Bartomeu de la Quadra.